# William Easterly

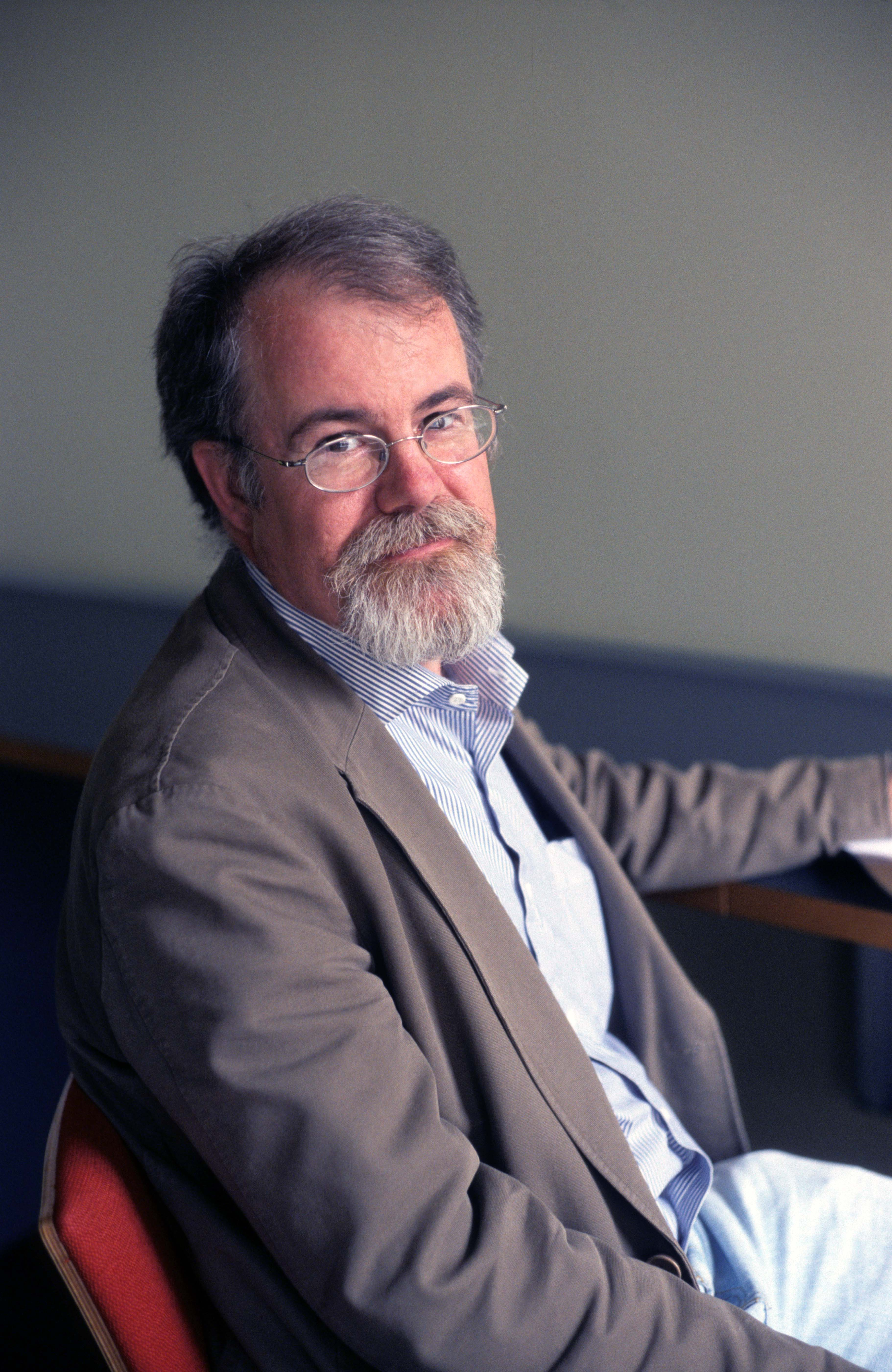

William Russell Easterly (* 7. September 1957 in Morgantown, West Virginia) ist ein US-amerikanischer Ökonom. Er ist Professor für Wirtschaftswissenschaften an der New York University und Ko-Direktor des NYU Development Research Institute. Er ist Fellow an der Brookings Institution und dem Center for Global Development. Easterly ist Mitherausgeber der Fachzeitschriften American Economic Journal: Macroeconomics, Journal of Economic Growth, Journal of Comparative Economics und Journal of Development Economics.

## Leben
Easterly wuchs in Bowling Green, Ohio auf und erhielt einen B.A. von der Bowling Green State University (1979) und einen Ph.D. in Ökonomie vom MIT (1985). Von 1985 bis 2001 arbeitete er als Forscher bei der Weltbank und war von 1992 bis 1995 Professor an der Paul H. Nitze School of Advanced International Studies. Seit 2003 ist er Professor an der New York University.

## Arbeit
Easterlys Forschungsinteressen sind Entwicklungsökonomie und Wirtschaftswachstum insbesondere in Afrika, Makroökonomie der Entwicklungsländer, Politische Ökonomie, Institutionenökonomik und Entwicklungshilfe.
In seinen Büchern The Elusive Quest for Growth: Economists' Adventures and Misadventures in the Tropics (2001) und The White Man’s Burden: Why the West’s Efforts to Aid the Rest Have Done So Much Ill and So Little Good (2006) präsentierte Easterly seine kritische Evaluation der Entwicklungshilfe einem breiten Publikum; die Bücher wurden in 9 bzw. 13 Sprachen übersetzt.
In The Elusive Quest for Growth analysiert Easterly die Entwicklungshilfe der Nachkriegszeit und kommt zu dem Schluss, dass sie kaum effektiv war. Viele Länder sind ohne substanzielle Finanzhilfen wirtschaftlich gewachsen, während viele der Länder, die sich nicht entwickelt haben, erhebliche Hilfen erhielten. In The White Man's Burden beschäftigt sich Easterly mit der Frage, warum trotz der offensichtlichen Misserfolge und der Ineffektivität die Entwicklungshilfe nicht an Popularität verliert. Im Buch äußert er sich kritisch zu Live8, Bob Geldof, Bono sowie dem Buch The End of Poverty seines Kollegen Jeffrey Sachs. Easterly vermutet, dass die moderne Entwicklungshilfe sich nicht von der Philosophie der Kolonialzeit gelöst hätte, in der die Kolonialmächte Pläne entwarfen, den Menschen in den Entwicklungsländern zu helfen. Diese top-down Herangehensweise der von ihm so genannten "Planer" sei utopisch und weniger erfolgreich als die alternative bottom-up oder "Sucher"-Perspektive, die sich auf kleine Interventionen beschränkt. Easterly fordert eine strengere Evaluation von Entwicklungshilfeprojekten.

## Publikationen
- The Tyranny of Experts
- What Works in Development? Thinking Big and Thinking Small (Hrsg., mit Jessica Cohen). Brookings Institution Press, 2009.
- Reinventing Foreign Aid (Hrsg.). MIT Press, 2008.
- The White Man's Burden: Why the West's Efforts to Aid the Rest Have Done So Much Ill and So Little Good. Penguin Press, 2006. - deutsche Übersetzung: Wir retten die Welt zu Tode: Für ein professionelleres Management im Kampf gegen die Armut. Campus Verlag, 2006.
- The Limits of Stabilization: Infrastructure and Fiscal Adjustment in Latin America (Hrsg., mit L. Serven). Stanford University Press, 2003.
- The Elusive Quest for Growth : Economists' Adventures and Misadventures in the Tropics. MIT Press, 2001.
- Crecimiento Económico (Hrsg., mit M. Aparicio). Tercer Mundo Editores, Bogota, Colombia, 1995.
- Public Sector Deficits and Macroeconomic Performance (Hrsg., mit C. Rodriguez und K. Schmidt-Hebbel). New York: Oxford University Press, New York, 1994.